# Cyprien Ntaryamira
Cyprien Ntaryamira (6 de março de 1955 - 6 de abril de 1994), foi presidente do Burundi de 5 de fevereiro de 1994 até sua morte, quando seu avião foi derrubado em 6 de abril de 1994.

## Biografia
Ntaryamira nasceu na comuna de Mubimbi da zona de Mageyo, na Província de Bujumbura Rural, no então domínio belga de Ruanda-Urundi sob Protetorado das Nações Unidas. Ingressou na escola em Bujumbura, mas depois de uma rebelião hutu abortada em 1972, ele e outros milhares de hutus étnicos fugiram do país.
Ntaryamira finalmente, recebeu um diploma em agronomia da Universidade Nacional de Ruanda em Butare em 1982. Durante este tempo, tornou-se politicamente ativo nos movimentos socialistas. Ele retornou ao seu país natal em 1983, para trabalhar como um funcionário agrícola. Foi prisioneiro político do breve regime do coronel Jean-Baptiste Bagaza em 1985.
Em agosto de 1986, ele se tornou um membro fundador e diretor de políticas econômicas do partido dominado por hutus, a Frente para a Democracia no Burundi (FRODEBU). Seu partido ganhou poder após as primeiras eleições democráticas do Burundi em 1993, pondo fim a uma longa história de domínio da minoria tutsi e da União para o Progresso Nacional (UPRONA). O novo presidente, Melchior Ndadaye, nomeou Ntaryamira como Ministro da Agricultura.
Em outubro de 1993, no entanto, Ndadaye e seus dois altos oficiais foram assassinados provocando impasse parlamentar e a guerra civil. Nteryamira foi escolhido como presidente em 5 de fevereiro de 1994, como uma solução de compromisso: ele era hutu, porém considerado um moderado, enquanto que Anatole Kanyenkiko, uma figura do UPRONA, foi nomeado primeiro-ministro.
A trégua foi breve, já que o avião levando Ntaryamira e o presidente ruandês Juvénal Habyarimana, seu companheiro hutu, foi abatido por desconhecidos durante o pouso na capital de Ruanda, Kigali, matando ambos. As mortes desencadearam o genocídio de Ruanda.
Dois dias depois, em 8 de abril, o poder foi passado para um associado de longa data de Ntaryamira: Sylvestre Ntiybantunganya, o presidente da Assembleia Nacional.